# Zorotypus lawrencei
Zorotypus lawrencei är en jordlusart som beskrevs av Tim R. New 1978. Zorotypus lawrencei ingår i släktet Zorotypus och familjen Zorotypidae. Inga underarter finns listade i Catalogue of Life.